# 주 목왕

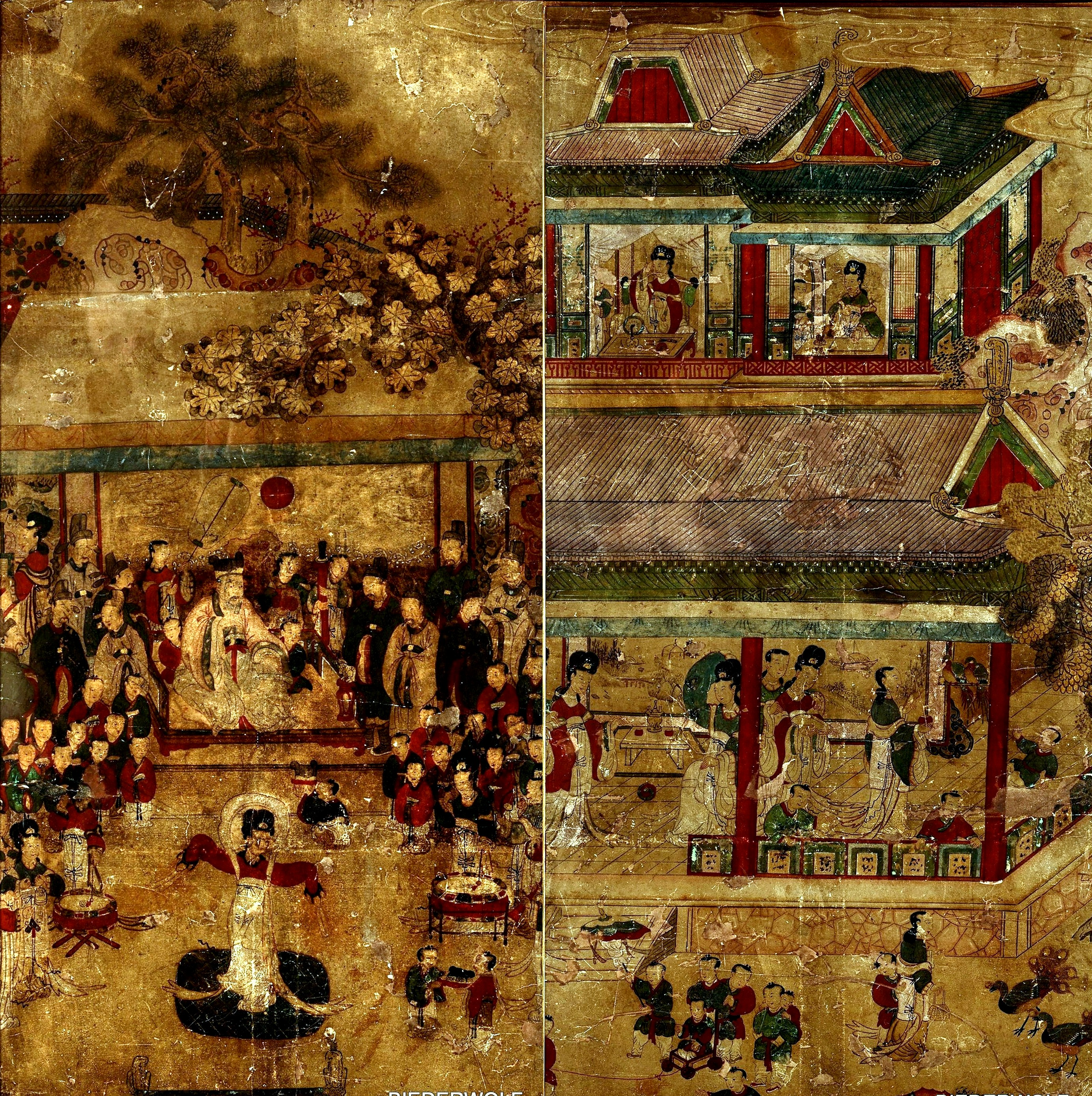

주 목왕(周 穆王)은 주나라의 제5대 왕이다. 성은 희(姬), 이름은 만(滿)이다. 주 소왕의 아들이다.

## 생애
소왕이 초나라의 원정 도중에 행방 불명되자, 임시로 왕위에 즉위했고, 이후 소왕이 죽은 것으로 판명되자, 정식으로 즉위했다.
그는 중국 전 국토를 돌아 다니는데 특별한 말(목왕팔준;穆王八駿)을 타고 다녔다고 한다. 즉 흙을 밟지 않을 정도로 빠른 「절지(絶地)」, 새를 추월하는 「번우(翻羽)」, 하룻밤에 5,000km를 달리는 「분소(奔霄)」, 자신의 그림자를 추월하는 「월영(越影)」, 빛보다 빠른 「유휘(踰輝)」와「초광(超光)」, 구름을 타고 달리는 「등무(謄霧)」, 날개가 있는 「협익(挟翼)」의 8마리이다. 목왕은 이 말을 몰아 견융 등의 이민족을 토벌했다.
바빌론의 여왕에게 조공을 바치고 서역을 순수하던 중 즐거워서 돌아올줄 모르자 서나라의 언왕이 난을 일으켜 대서제국(大徐帝國)을 세우니 장강과 회수 일대의 36국이 복종했다. 이에 목왕은 급히 돌아와 군대를 이끌고 공격했으나 평정하지 못하였다. 목왕은 일단 중국을 서쪽은 주나라가, 동쪽은 서나라가 가지기로 하였다. 후에 목왕은 초나라를 끌어들여 서나라를 공격해 멸망시켰다.
또 사구(사법관의 우두머리)인 여후에게 명해 『여형』으로 불리는 형법을 정해 사회의 안정을 도모하려 했지만 3천개나 되는 많은 죄상 때문에 오히려 제후나 민중의 반감을 샀다.
또 그는 서쪽의 저 멀리 있는 신들이 산다고 여겨진 곤륜산에도 들러 서왕모(西王母)를 만났고 서왕모가 나중에 입조했다고 한다. 이 내용은 목천자전(穆天子傳)에 정리되어 있다. 목천자전은 신화, 전설의 요소를 많이 포함한 중국에서 가장 오래된 여행기이다.
| 전 임 아버지 소왕 하 | 제5대 주나라의 왕 | 후 임 아들 공왕 예호 |